# Jacques Français (Geigenbauer)
Jacques Français (* 3. Juli 1923 in Paris; † 4. Februar 2004) war ein französischer Geigenbauer und -experte.
Français entstammte einer Familie, deren Tradition als Geigenbauer, -restauratoren und -händler sich über 200 Jahre zurückverfolgen lässt. Sein Großvater väterlicherseits, Henri Français, war offizieller Geigenbauer des Pariser Konservatoriums, der Großvater mütterlicherseits, Albert Caressa, Geigen- und Cellohändler. Das Haus Caressa & Français in Paris entstand 1938 und wurde nach dem Tod seiner Mutter Lucile Français 1981 geschlossen. Hier begann er im Alter von zwölf Jahren seine Ausbildung. Im Alter von achtzehn Jahren lernte er bei dem Geigenbauer Victor Aubry, später bei George Apparut in Mirecourt.
Er arbeitete dann im Geschäft seines Vaters Emile Français und bei Fridolin Hamma in Stuttgart. Während des Zweiten Weltkrieges gehörte er den französischen Skitruppen an und nahm an der Besatzung von Wien teil. 1947 kam er erstmals nach New York und arbeitete unter Anleitung von Simone Sacconi bei Rembert Wurlitzer. 1949 eröffnete er in der 57th Street in Manhattan in der Nähe der Carnegie Hall ein eigenes Geschäft (Jacques Français Rare Violins, Inc.), wo er seltene alte Violinen restaurierte und verkaufte. Gefragt war seine Expertise auch bei der Identifizierung von Fälschungen alter Instrumente.
1971 holte er eine Ausstellung alter französischer Violinen ans Lincoln Center, die so zuletzt bei der Weltausstellung 1900 in Paris und in den USA noch nie gezeigt worden war. 1985 gelang es ihm, ein Ensemble von zwei Geigen, einer Bratsche und einem Cello wiederherzustellen, das Antonio Stradivari für gemeinsame Aufführungen gebaut hatte, dessen Instrumente aber getrennt weiterverkauft worden waren. 1996 verkaufte er Emanuel Feuermanns Cello, ebenfalls ein Instrument Stradivaris. Eine Sammlung von Zertifikaten und Fotos seiner Instrumente befindet sich im Besitz der Smithsonian Institution.